# Christian Riecken

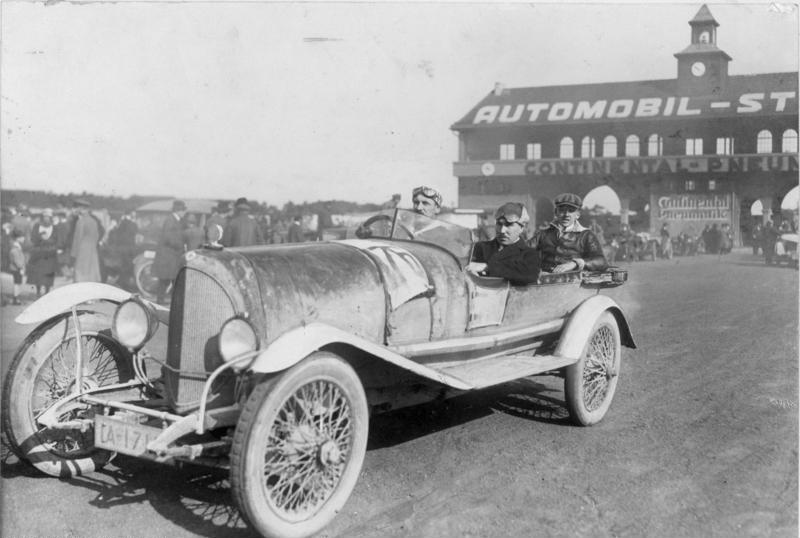
Christian Riecken 1922 während der Reichsfahrt auf der AVUS in Berlin

Christian Riecken (* 1880; † 25. November 1950) war ein deutscher Ingenieur und Automobilrennfahrer.

## Werdegang
Christian Riecken war einer der wenigen Ingenieure, die auch als Rennfahrer erfolgreich waren. Er begann seine Laufbahn als mitfahrender Mechaniker (riding mechanic) bei der Daimler-Motoren-Gesellschaft – u. a. gewann er an der Seite von Christian Friedrich Lautenschlager den Großen Preis von Frankreich 1908.
Später war er für die belgischen Automobilhersteller Métallurgique und Minerva als Konstrukteur tätig. Bei der RAC Tourist Trophy 1914 auf der Isle of Man konnte er auf Minerva mit Rang zwei hinter Kenelm Lee Giunness (Sunbeam) seinen ersten größeren Erfolg als Rennfahrer feiern.
Im weiteren Verlauf des Jahres 1914 wurde Christian Riecken Chefkonstrukteur bei der NAG in Berlin. Während des Ersten Weltkrieges erlebte das Unternehmen durch die Herstellung von Lastkraftwagen und von Flugmotoren in Lizenz von Benz & Cie. einen erheblichen Aufschwung.
Nach Kriegsende war Riecken u. a. für die Konstruktion des NAG-C4-Sportwagens verantwortlich und nahm Anfang der 1920er-Jahre auch seine Rennfahrerkarriere wieder auf – besonders auf der Berliner AVUS, auf der er bei der Eröffnungsveranstaltung 1921 Sieger des Hauptrennens wurde. 1922 wiederholte er seinen Sieg mit einer Durchschnittsgeschwindigkeit von 135 km/h.
Im Jahr 1924 gewann Christian Riecken zusammen mit Hans Berthold auf einem C4b das 24-Stunden-Rennen Gran Premio della Notte in Monza. Innerhalb des Rennens legte das Duo mit einer Durchschnittsgeschwindigkeit von etwa 110 km/h ca. 2600 km zurück – eine Distanz die zuvor kein Kraftfahrzeug in 24 Stunden bewältigt hatte. Der Wagen erhielt daraufhin den Namenszusatz Monza.
Seine größten Erfolge als Fahrer feierte Riecken 1926 im NAG C4b. Beim ersten Großen Preis von Deutschland auf der AVUS wurde er trotz Reifenproblemen Zweiter hinter Rudolf Caracciola (Mercedes) und Sieger in der Klasse von 2000 bis 3000 cm³. Im September wurde er zudem beim Rennen Rund um die Solitude in Stuttgart Gesamt-Vierter und Klassensieger. Wenig später verließ er die NAG.
Christian Riecken starb im Jahr 1950.